# Karl Carius

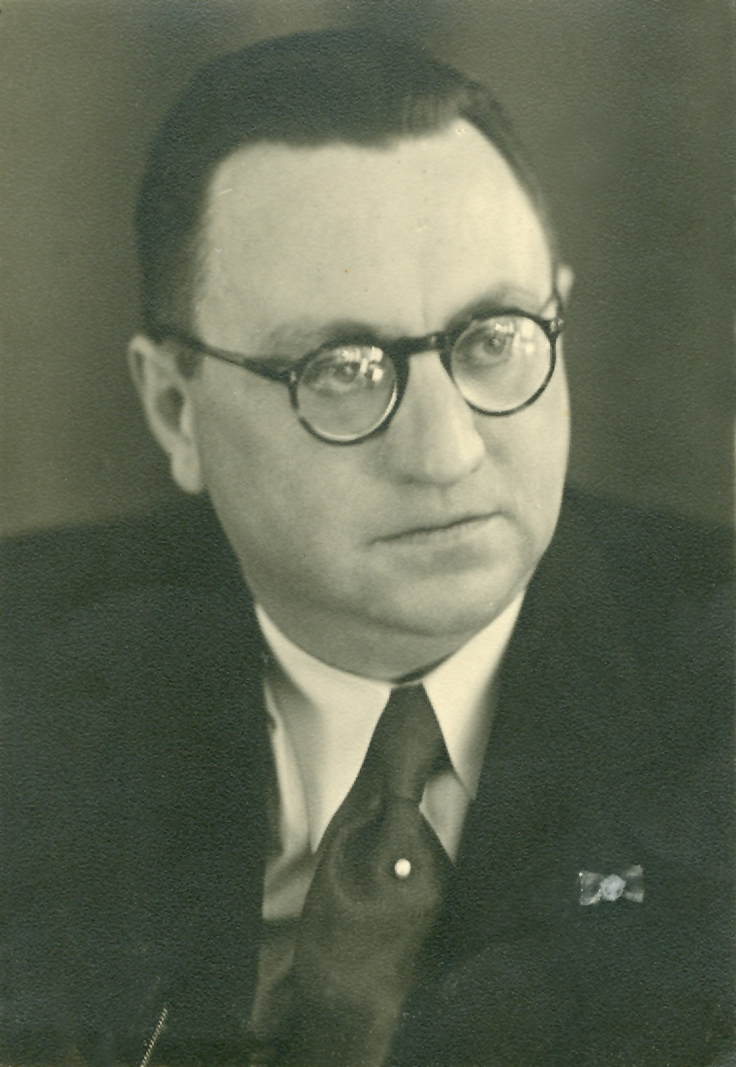
Karl Carius

Karl Heinrich Carius (* 20. Juni 1902 in Koblenz; † 18. Januar 1980 in Wiesbaden-Biebrich) war ein deutscher Politiker (NSDAP). Er war 1933 von März bis November im Deutschen Reichstag. Später stand er nochmal auf der Liste der Vorgeschlagenen, zog aber nicht erneut ein. In den weiteren Jahren bis 1945 war er Funktionär der Deutschen Arbeitsfront (DAF).

## Leben und Wirken
Carius besuchte die Volksschule in Koblenz. Anschließend begann er eine Schlosserlehre, die er 1918 abbrechen musste, nachdem er bei einem Arbeitsunfall seinen linken Arm verlor. Anstelle des Schlosserhandwerkes erlernte er nun den Beruf des kaufmännischen Angestellten und besuchte von 1918 bis 1922 die Handelsschule in Koblenz. Während der Besetzung des Rheinlandes durch die Franzosen wurde Carius, der von 1919 bis 1928 in der völkischen Jugendbewegung aktiv war, von den französischen Besatzungsbehörden für vierzehn Monate aus seiner Heimat ausgewiesen, da er sich gegen die Besatzungstruppen engagiert hatte. Carius heiratete 1930 Aenne Keuser, die eine Buchhändlerlehre in Koblenz absolviert hatte. Aus der Ehe gingen vier Kinder hervor.
Zum 1. April 1929 trat Carius in die NSDAP ein (Mitgliedsnummer 123.224). Von 1929 bis 1933 war er Mitglied der Stadtverordnetenversammlung von Koblenz. Im Rahmen der Machtergreifung wurden, wie überall in Deutschland auch in Koblenz, die Gewerkschaften aufgelöst und die Verwaltungen gleichgeschaltet. Somit wurde auch der Koblenzer Oberbürgermeister Dr. Hugo Rosendahl seines Amtes enthoben. In diesem Zusammenhang wurde Carius vorgeworfen, anlässlich der Flaggenhissung in Koblenz im März 1933 gegen Rosendahl eine gehässige Haltung erwiesen zu haben. Rosendahl teilte in einem Schreiben vom 29. August 1947 an das Hessische Staatsministerium, Minister für politische Befreiung, Spruchkammer Darmstadt-Lager mit, dass er „als damaliger Oberbürgermeister der Stadt Koblenz im März 1933 anlässlich der Flaggenhissung auf dem Koblenzer Rathaus seitens der NSDAP zu dieser Veranstaltung von einer SA-Rotte zwangsweise an das geöffnete Fenster des Koblenzer Sitzungssaales geführt wurde und dass dann der damalige Stadtverordnete der NSDAP Carius von dem Balkon eines gegenüberliegenden Hauses gegen mich in unflätiger Weise polemisierte. […] Carius war von 7 oder 8 Stadtverordneten der NSDAP, die schon vor 1933 Mitglied der Stadtvertretung waren, einer der wenig bedeutenden. Meines Wissens hatte ich mit ihm vorher überhaupt keine Auseinandersetzungen, wohl lehnte er, wie auch die übrigen Stadtverordneten seiner Fraktion, wohl begründete Anträge der Verwaltung in ständiger Übung grundsätzlich ab.“
Bei der Reichstagswahl vom März 1933 wurde Carius als Kandidat der NSDAP für den Wahlkreis 21 (Koblenz-Trier) in den Reichstag gewählt, dem er bis zum November desselben Jahres angehörte. Im Juni 1933 übernahm Carius in Hannover zunächst die Aufgabe als Bezirksleiter der Deutschen Arbeitsfront (DAF), Arbeitsverbände Niedersachsen-Hannover und 1934 das Amt des Gauwalters der DAF für den Gau Südhannover-Braunschweig. Zugleich war er Ratsherr der Stadt Hannover. Bei der Reichstagswahl 1938 befand er sich auf der Vorschlagsliste, erhielt jedoch kein Mandat. Von 1937 bis 1945 war Carius Reichsfachamtsleiter für Chemie bei der DAF-Reichsleitung in Berlin und Hauptabteilungsleiter im Einsatzstab Rhein-Ruhr (1943–1945). Er erhielt die Ehrenzeichen der NSDAP in Bronze und Silber.
In der Klageschrift des Hessischen Staatsministeriums vom 14. Januar 1948 sollte Carius aufgrund seiner innegehabten Funktionen – insbesondere der als Mitglied des deutschen Reichstages – zunächst der Gruppe I der Hauptschuldigen des Nationalsozialismus zugeordnet werden. Die Spruchkammer Darmstadt-Lager hatte den Betroffenen am 6. März 1948 jedoch in die Gruppe II der Aktivisten eingereiht. Dieser Spruch wurde am 24. März 1948 von der Berufungskammer Wiesbaden aufgehoben und sie ordnete Carius schließlich in die Gruppe III der Minderbelasteten ein. Karl Carius war vom 16. Mai 1945 bis zum 9. August 1948 in Darmstadt und Wiesbaden in Internierungshaft. Trotz seiner Funktionen und wesentlichen Unterstützung und Förderung des Nationalsozialismus bescheinigten Entlastungszeugen Carius eine humane Grundhaltung, „der eine anständige Gesinnung bewiesen, Hilfsbereitschaft an den Tag gelegt und Angestellte wie fremde Personen ohne Rücksicht auf Parteizugehörigkeit wohlwollend behandelt hat. Bei Luftschutzangriffen hart er sich restlos für andere eingesetzt. Er hat auch einen überparteilichen Standpunkt eingenommen und z. B. den Funktionär der KPD Max Krause aus der Gestapo-Haft befreit. Er hat sich auch gegen die Judenhetze und die antikirchlichen Tendenzen der Partei ausgesprochen.“
Nachdem er aus der Haft entlassen worden war, kamen er und seine Familie zunächst bei einer Nichte seiner Frau in Wiesbaden-Biebrich in deren Mansardenwohnung in der Frankfurter Straße (heute Breslauer Straße) unter. In den 1950er Jahren arbeitete Carius zunächst in zwei Automobilunternehmen der Adam Opel AG in Wiesbaden als kaufmännischer Angestellter. Hilfe erhielt er dabei von seinem Schwager Willi Schwarz, der zu der Zeit Vertriebsleiter bei der Adam Opel AG in Rüsselsheim war.
Mit ihm engagierte er sich im Turnverein Biebrich und gehörte dem Vorstand des Vereins an. Carius war außerdem Herausgeber des Turn- und Sport-Echos und gründete 1952 die Versehrtensportabteilung dieses Vereins. Carius war maßgeblich am Aufbau des Behindertensports sowie des Hessischen Versehrtensportverbandes beteiligt. Später wurde er Ehrenvorsitzender der umbenannten Behinderten-Sportgemeinschaft. Er galt im Behindertensport als „Pionier“ und „Vater der Versehrten“. Im Jahr 1957 übernahm er als Gastronom das „Turnhallen-Restaurant“ mit Saalbetrieb in Wiesbaden-Biebrich. Die Biebricher Vereine führte er 1969 zum Vereinsring zusammen und wurde dessen Vorsitzender. Außerdem war Carius als ehrenamtlicher Schöffe am Arbeitsgericht in Wiesbaden tätig.
Er verstarb am 18. Januar 1980 in Wiesbaden-Biebrich. Nach ihm wurde 1986 das Behinderten-Bezirkssportfest erstmals unter dem Namen „Karl-Carius-Gedächtnisspiele“ veranstaltet.
Die Ereignisse um die Absetzung des Koblenzer Oberbürgermeisters Hugo Rosendahl führten am 7. März 2003 zu einem Treffen zwischen dem Enkel von Karl Carius und dem CDU-Fraktionsvorsitzenden im Koblenzer Stadtrat Michael Hörter. Achim Carius überreichte der Stadt Koblenz ein Entschuldigungsschreiben für die Taten seines Großvaters. Er schrieb dort: „Die Stadt und ihr Oberhaupt wurden nicht nur gedemütigt, die Maßnahmen stellten auch den Beginn einer zwölfjährigen Diktatur dieser Stadt dar. Auch wenn ich persönlich eine Erblichkeit von Schuld der Vorfahren ablehne, bitte ich als ältester Enkel meines Großvaters die Stadt und die Nachfahren von Dr. Rosendahl um Entschuldigung.“